# Adoxaceae

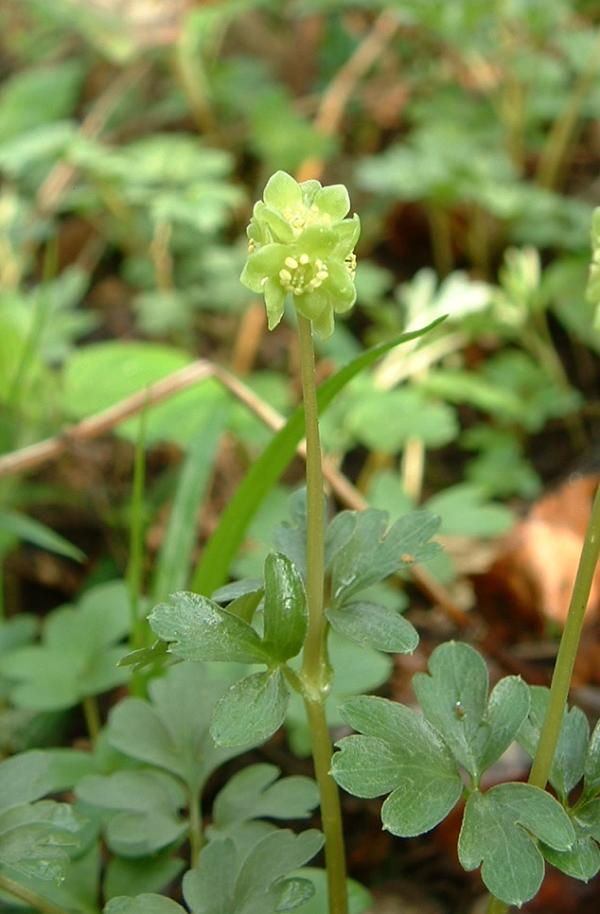
Adoxa moschatellina (espécie-tipo do género-tipo da família).

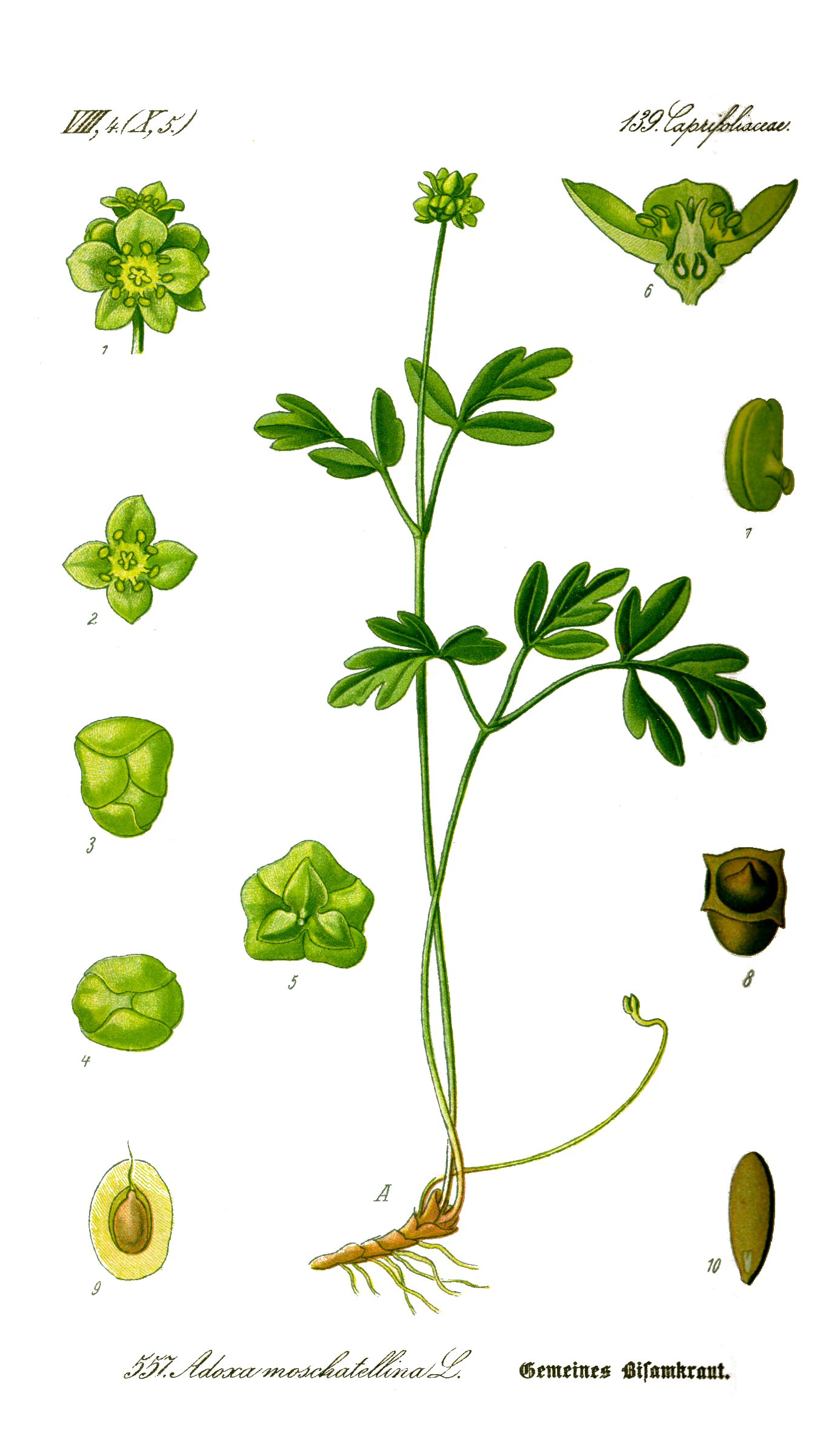
Adoxa moschatellina (ilustração).

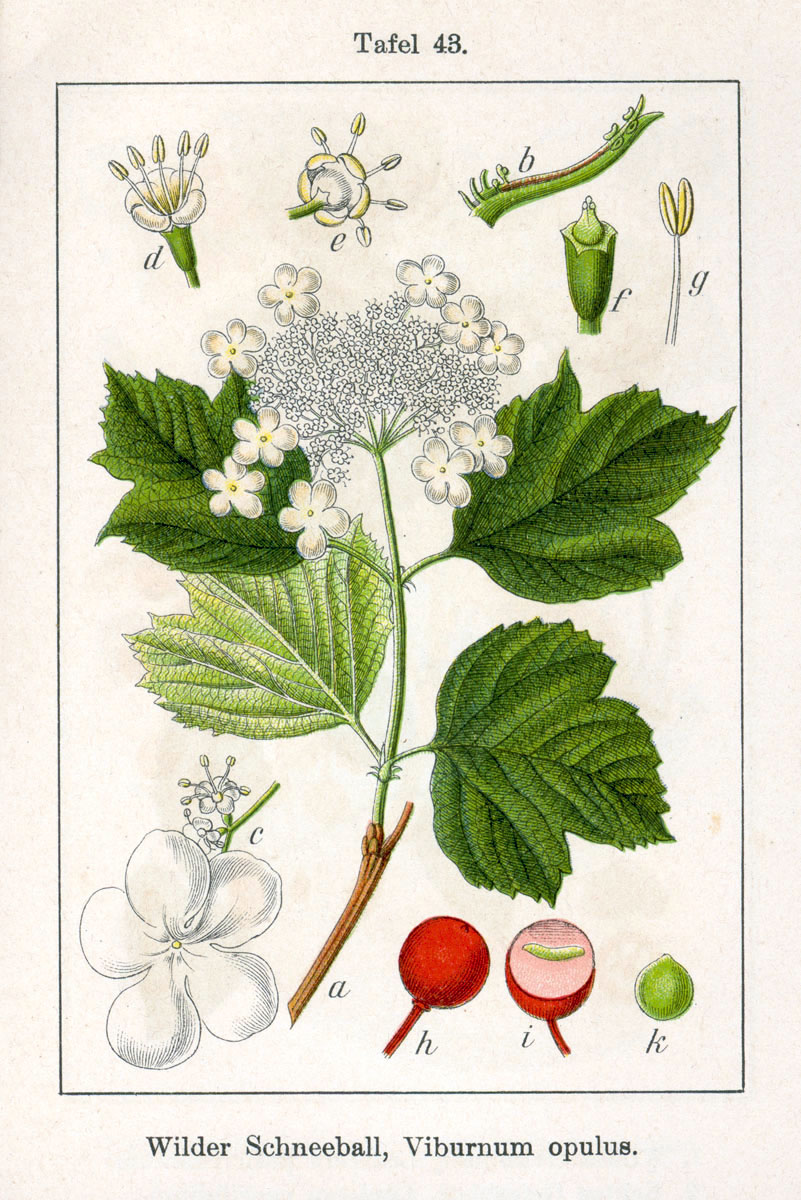
Viburnum opulus (ilustração).

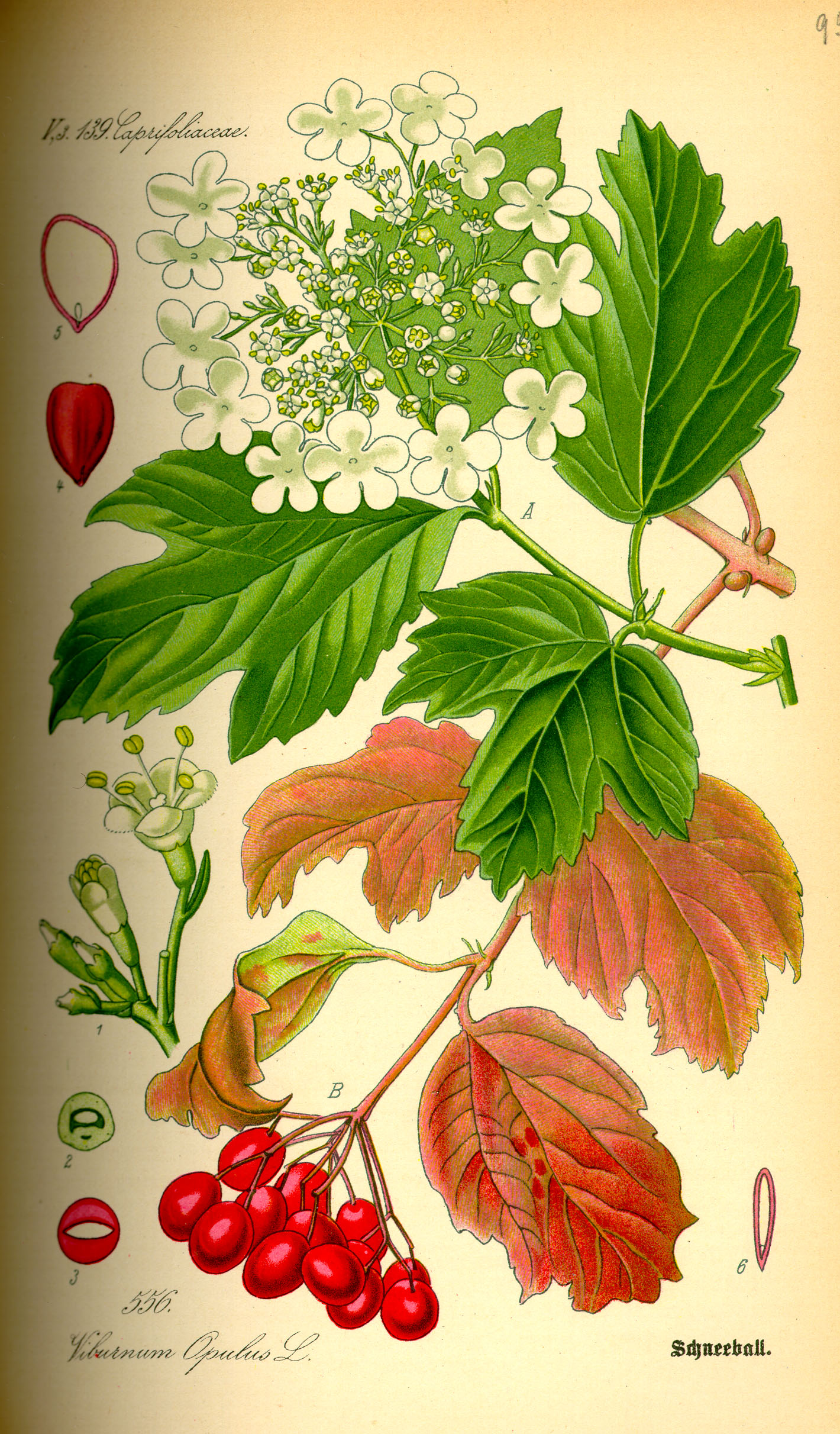
Viburnum opulus (ilustração).

Adoxaceae é uma pequena família de plantas com flores pertencente à ordem Dipsacales que contém 4-5 géneros e cerca de 220 espécies, majoritariamente com distribuição natural no Hemisfério Norte. A família inclui os sabugueiros (género Sambucus), com algumas espécies cultivadas e com importância etnobotânica em muitas regiões da Eurásia.

## Descrição
As espécies que integram a família Adoxaceae caracterizam-se por apresentarem folhas opostas, com margens dentadas, flores pequenas com 5, raramente 4, pétalas, agrupadas em inflorescências do tipo cimoso. O fruto é uma baga (por vezes drupa). Quando considerada apenas a morfologia, as plantas incluídas nesta família apresentam fortes semelhanças com muitas Cornaceae.
Nas classificações de base morfológica, anteriores à aplicação dos conceitos da biologia molecular e da moderna filogenia, todos os géneros agora incluídos nas Adoxaceae eram considerados parte da família Caprifoliaceae, a família das madressilvas.  O género Adoxa, com Adoxa moschatellina, foi o primeiro a ser movido para o novo grupo.  Muito mais tarde, os géneros Sambucus (sabugueiros) e Viburnum (laurotinos ou folhados) foram adicionados à família após cuidadosa análise morfológica confirmada por dados bioquímicos, o que levou o Angiosperm Phylogeny Group a incluir no sistema APG II a família com a sua presente circunscrição taxonómica. Um género monotípico adicional, o género Sinadoxa, foi adicionado com base em comparações moleculares com o género Adoxa. Alguns autores admitem a existência de um género monotípico adicional, o género Tetradoxa.
O género típo, Adoxa, agrupa pequenas plantas herbáceas perenes, de folhas compostas, que florescem cedo na primavera e e que no início do verão secam até ao solo logo após a maturação das drupas que produzem. As espécies do géneros Sambucus (sabugueiros) são maioritariamente arbustos, mas duas espécies são grandes plantas herbáceas. As espécies do género Viburnum (laurotinos) são todas arbustos, com folhas simples.
Assim, na sua presente circunscrição taxonómica, a família Adoxaceae é uma pequena família de arbustos ou pequenas árvores (microfanerófitos ou mesofanerófitos) ou ervas perenes agrupando espécies que se caracterizam por apresentarem folhas opostas, flores pequenas com cinco pétalas, agrupadas em densas panículas. Possuem nos seus tecidos glicosídeos cianogénicos. Os frutos são em geral bagas.
Compreende 4 géneros (embora alguns autores considerem um género adicional, Tetradoxa, segregado de Adoxa) com distribuição natural principalmente no Hemisférios Norte, mas com um número reduzido de espécies nativas ou com ocorrência natural no Hemisfério Sul.
São cerca de 220 as espécies validamente descritas, sendo que os principais géneros em número de espécies são Viburnum, com cerca de 166 espécies, e Sambucus, com cerca de 22 espécies.

### Morfologia
Folhas
As folhas são opostas, simples ou compostas, de trifolioladas a pinadas, inteiras ou variadamente denteadas, às vezes lobadas, com venação palmada ou peninérvea; estípulas ausentes ou presentes, por vezes glandulares. Possuem tricomas (pelos) simples, estrelados, glandulares ou não glandulares, ou ainda com a presença de escamas peltadas.
Flores
Apresentam flores agrupadas em inflorescências determinadas, com frequência umbeladas. As flores são bissexuais, radiais, com algumas espécies a apresentarem flores estéreis na periferia da inflorescência.
As sépalas são conatas, reduzidas, com um único traço vascular, com filotaxia (2-) 5 peças. As pétalas são conatas, bem desenvolvidas e formando um tubo curto, lobos imbricados ou valvados e filotaxia com (5-) 6 peças. Apresentam 5 estames que por vezes são divididos, parecendo 10. Grãos de pólen tricolpados ou tricolporados, de tamanho pequeno a médio, com exina reticulada.
Os carpelos são conatos, com ovário ínfero ou semi-ínfero e placentação axial, com apenas um lóculo, sendo que apenas um único óvulo é funcional, com um tegumento e megasporângio de parede fina. Os estiletes são curtos e os estigmas capitados.
O néctar é produzido por um tecido glandular localizado no ápice do ovário (em Viburnum), através de acúmulos de pelos em forma de almofada (em Adoxa) ou pode ser ausente (em Sambucus).
Fruto
O fruto é uma pequena baga (por vezes do tipo drupa), com 1-5 caroços (sementes). As bagas são geralmente de coloração azulada ou vermelha, sendo as pequenas sementes dispersas por aves (ornitocoria).

### Distribuição
A família é amplamente distribuída pelas regiões temperadas do hemisfério norte, estando representada na América do Norte por Viburnum, Sambucus e Adoxa. No entanto estende-se pela África, América do Sul, Malésia, Austrália e Nova Zelândia, especialmente em regiões montanhosas. 
No Brasil, a família não é endémica, sendo que dos 4-5 géneros, apenas 2 são têm ocorrência natural no Brasil, Sambucus e Viburnum, e três espécies. Destas, duas são nativas (Sambucus australis e Viburnum tinoides) e uma é exótica naturalizada (Sambucus nigra). Tem como distribuição geográfica confirmada a região Norte (Acre e Rondônia), Nordeste (Alagoas, Bahia, Paraíba, Pernambuco, Rio Grande do Norte, Sergipe), Centro-oeste (Distrito Federal, Goiás, Mato Grosso do Sul), Sudeste (Espírito Santo, Minas Gerais, Rio de Janeiro, São Paulo) e Sul (Paraná, Rio Grande do Sul, Santa Catarina). Os domínios fitogeográficos de sua ocorrência são Amazônia, Cerrado, Mata Atlântica; mais específico nos tipos de vegetação área antrópica, floresta estacional decidual, floresta ombrófila (= floresta pluvial) e restinga.

### Importância económica
Algumas espécies de Viburnum e de Sambucus (sabugueiro) são amplamente cultivadas como ornamentais, e os frutos podem ser utilizados para o preparo de geleias e licores. Além disso, muitas espécies também apresentam importância medicinal.

## Filogenia e sistemática

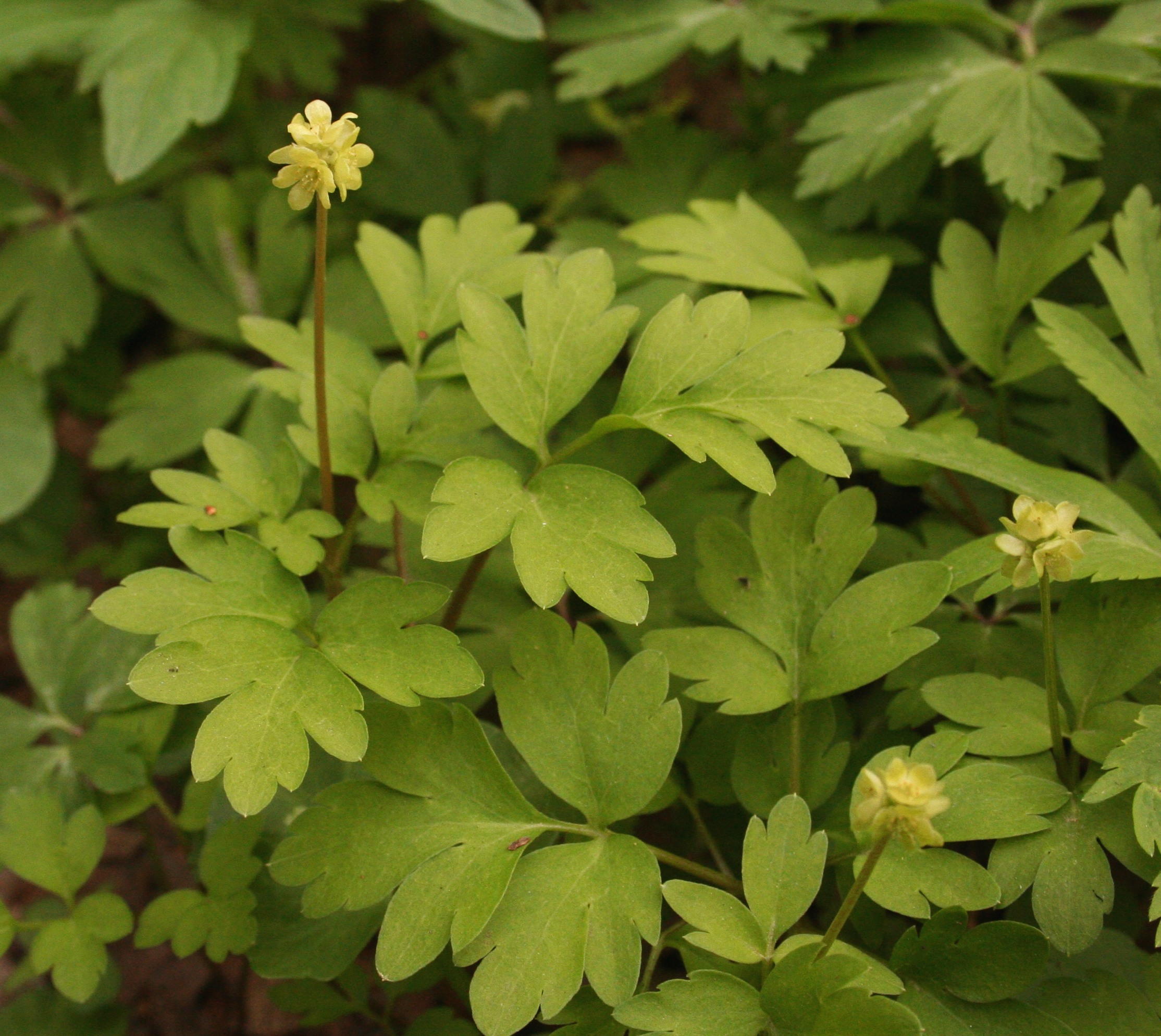
Adoxa moschatellina.

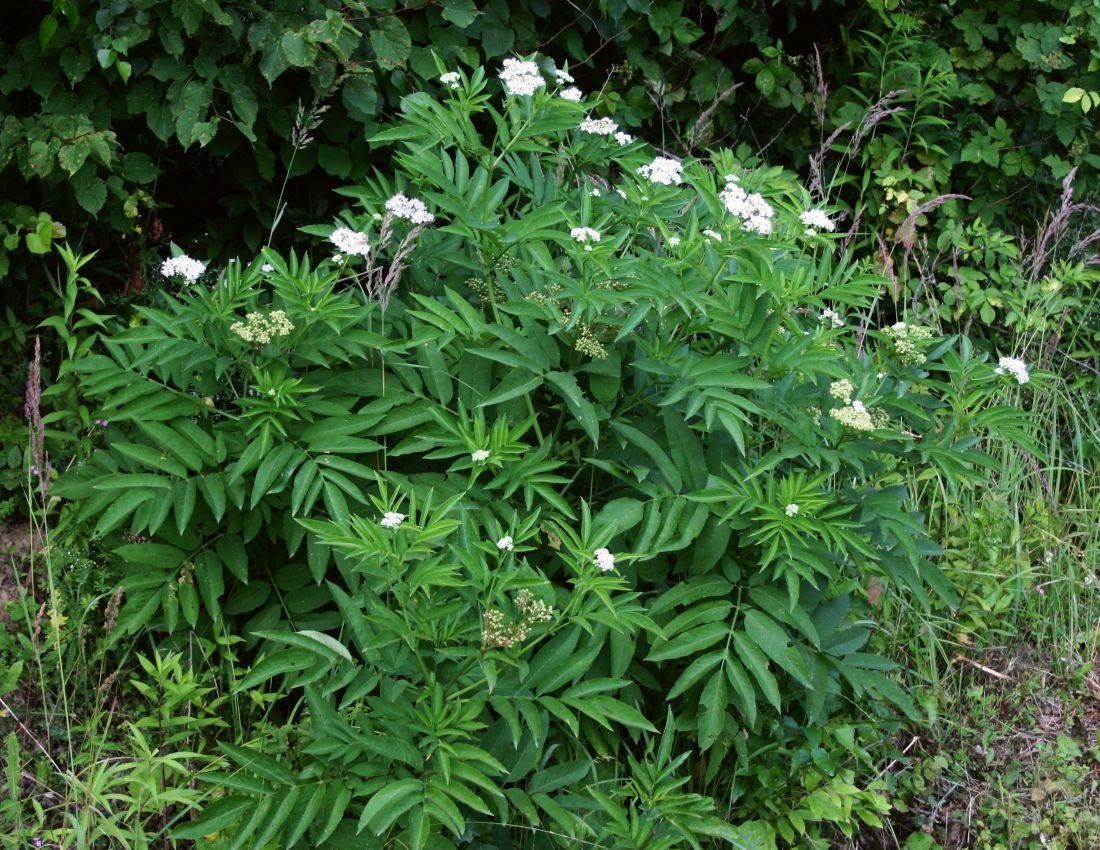
Sambucus ebulus.

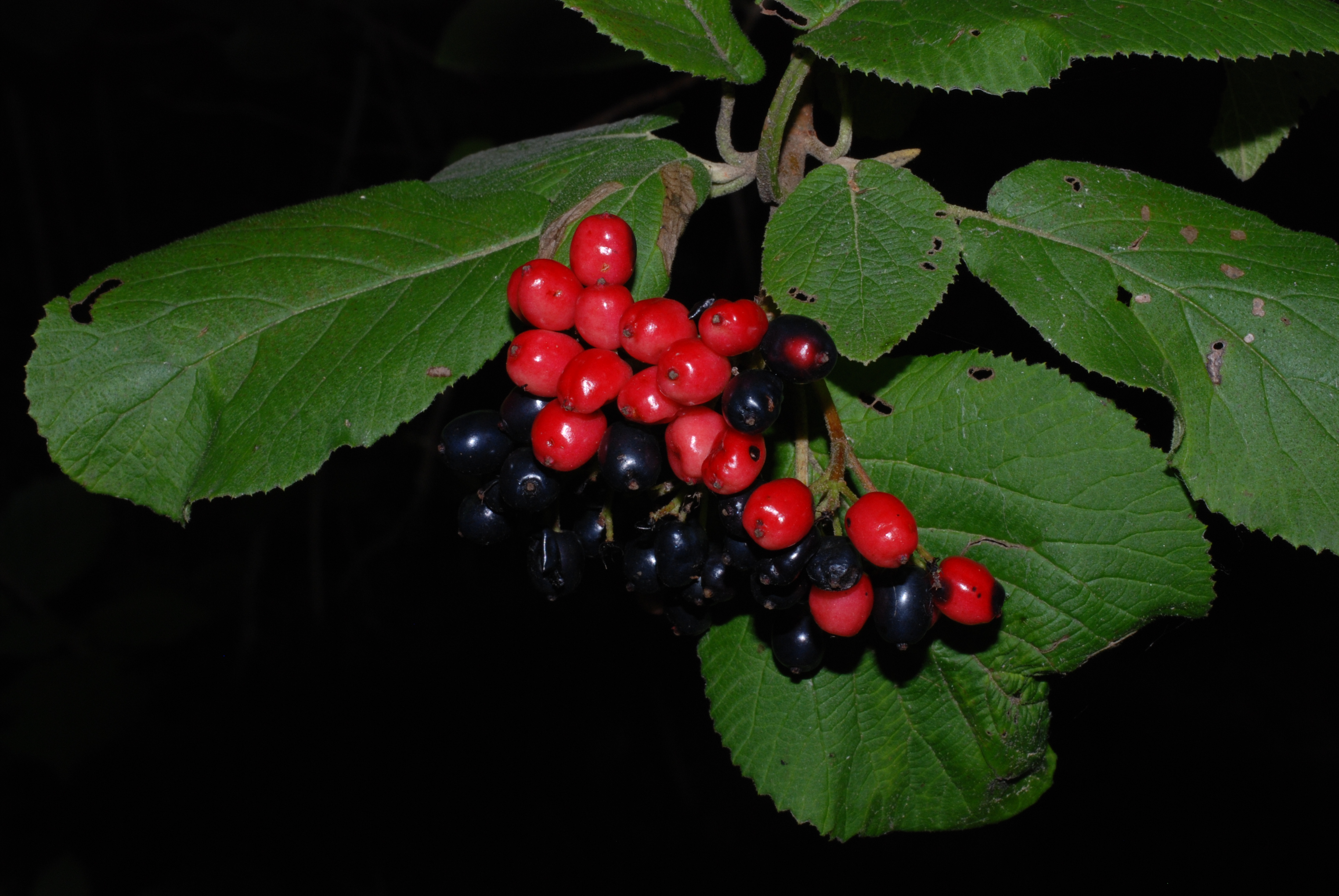
Fruto de Viburnum lantana.

### Filogenia
Nas classificações anteriores, a família era composta por uma única espécie, Adoxa moschatellina (a moscatelina). Os gêneros Sambucus (que inclui os sabugueiros) e Viburnum estavam incluídos na família Caprifoliaceae, porém dados moleculares indicam que estariam mais apropriadamente na família Adoxaceae.
A monofilia de Adoxaceae é sustentada tanto por caracteres morfológicos quanto por sequências de DNA. Viburnum (Opuloideae) é o grupo irmão de Sambucus + Adoxa e taxa afins (Adoxoideae). Este que apresenta folhas compostas, perfurações simples nos elementos de vaso, anteras extrosas e megagametófito com desenvolvimento do tipo adoxa. A monofilia do grande e diverso gênero Viburnum é sustentada por um desenvolvimento incomum do gineceu, no qual dois carpelos são abortivos e o único óvulo funcional é deslocado, desenvolvendo-se em um dos lóculos estéreis. A ausência de nectários no gênero Sambucus tem sido sugerida como uma condição derivada, mas também pode representar a condição ancestral em Dipsacales.
As ervas rizomatosas provavelmente evoluíram três vezes dentro de Adoxaceae, aparecendo em Sambucus ebulus, Sambucus adnata e taxa afins. As espécies com frutos vermelhos, Sambucus pubens e Sambucus racemosa, formam um grupo monofilético e derivado. Os frutos vermelhos evoluíram independentemente nos géneros Viburnum e Sambucus.
Vários ramos do género Viburnum são ocupados por táxons que são atualmente tropicais, de modo que podem ter ocorrido diversas transições de folhas perenes com lâminas elípticas e margens inteiras para folhas decíduas com lâminas mais arredondadas e margens serrilhadas. Alguns autores sugerem que a diversificação no género tenha sido impulsionada por traços extrínsecos, tais como a ocupação de regiões montanhosas na América do Sul e leste dos Himalaias, mudanças entre florestas temperadas mais frias e mais quentes, do que por traços intrínsecos.

### Sistemática
A família Adoxaceae foi proposta em 1839 por Ernst Heinrich Friedrich Meyer na sua obra Preussens Pflanzengattungen (Géneros de plantas da Prússia), p. 198. O género tipo é Adoxa L.  Os sinónimos taxonómicos para Adoxaceae E.Mey. são Sambucaceae Batsch ex Borkh. e Viburnaceae Raf. 
Os resultados de análises de sequenciação de genes mostram que os géneros Adoxa e Sinadoxa em conjunto com os género Sambucus e Viburnum, que anteriormente estavam incluídos na família Caprifoliaceae, partilham um ancestral comum, formando um clado que pode ser tratada a nível taxonómico como uma família monofilética. Em consequência, no ordenamento filogenético das angiospérmicas subjacente ao sistema APG III (e mais recentemente o APG IV) aqueles géneros foram agrupados na família monofilética Adoxaceae.
A família Adoxaceae integrava 4-5 géneros reconhecidos, sendo que o género Oreinotinus não é consensual, razão pela qual a família Adoxaceae, na circunscrição taxonómica que lhe foi dada em 2011, contém quatro géneros com cerca de 220 espécies:
- Adoxa L. (sin.: Moscatella Adans., Moschatellina Mill., Tetradoxa C.Y.Wu) — com 3-4 espécies, nativas do Hemisfério Norte:
  - Adoxa moschatellina L. — com distribuição Eurásia e América do Norte.
  - Adoxa omeiensis H.Hara (sin.: Tetradoxa omeiensis (Hara) C.Y.Wu) — um endemismo da região situada a aproximadamente 2300 m altitude em Emei Shan e Ya’an na província chinesa de Sichuan.[11]
  - Adoxa xizangensis G.Yao — ocorre a altitudes entre 3400 e 3900 m nas províncias chinesas de Sichuan, Yunnan e Xizang.[11]
- Sinadoxa C.Y.Wu, Z.L.Wu et R.F.Huang — com uma única espécie:
  - Sinadoxa corydalifolia C.Y.Wu, Z.L.Wu et R.F.Huang — um endemismo das saliências rochosas, ravinas húmidas e encostas de cascalheiras alpinas em altitudes de 3900 a 4800 m acima do nível médio do mar na região Nangqên e Yushu no sul de Qinghai (China).[11]
- Sambucus L. — inclui presentemente cerca de 10 espécies (anteriormente considerava-se que eram cerca de 40 espécies), com distribuição natural nas regiões temperadas a subtropicais e nas regiões de montanha dos trópicos.
- Viburnum L. (sin.: Actinotinus Oliv.) — com cerca de 200 espécies, maioritariamente nativas das regiões temperadas e subtropicais da Ásia e América do Sul, das quais 73 espécies ocorrem na China.[11]

## Galeria

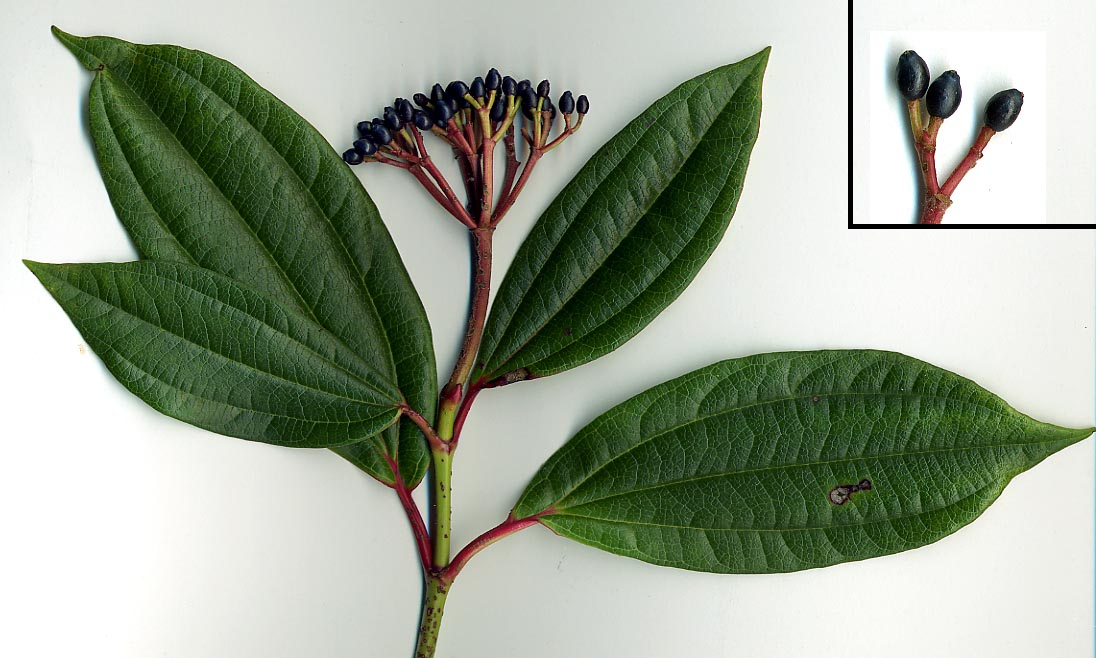
Viburnum davidii (folhagem e frutos).
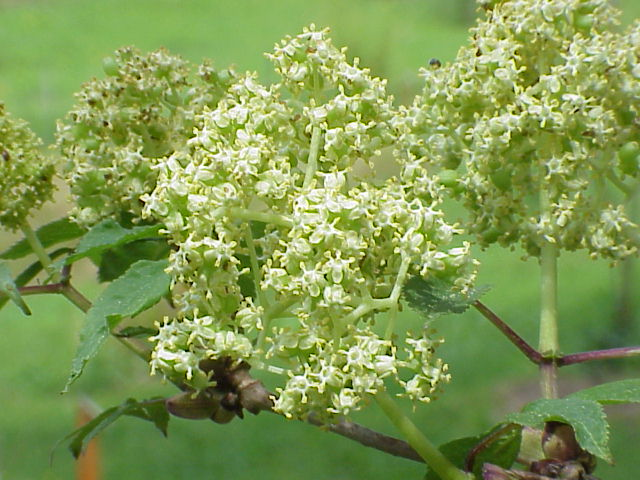
Sambucus racemosa (flores).
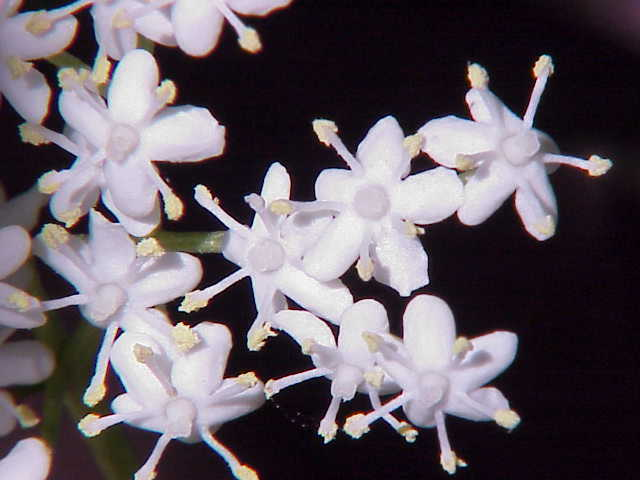
Sambucus nigra (flores).
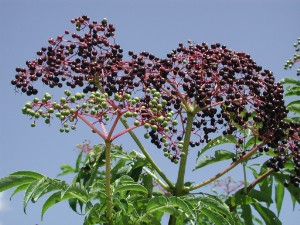
Sambucus canadensis (folhagem e frutos).
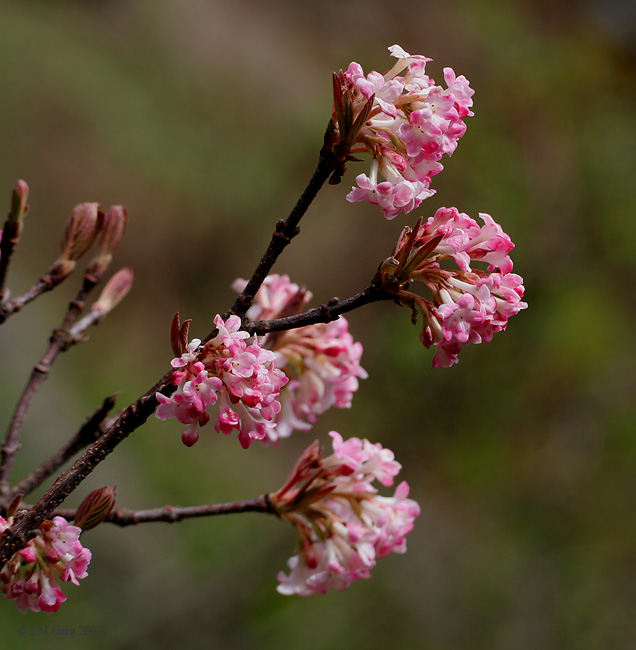
Viburnum grandiflorum (inflorescência).